# Loch Ericht
Loch Ericht (Schots-Gaelisch: Loch Eireachd) is een meer in Schotland op de grens tussen de raadsgebieden Highland en Perth and Kinross. Loch Ericht ligt op 351 meter boven zeeniveau en heeft een maximale lengte van 23 kilometer en is met een oppervlakte van 18.7 km² het op negen na grootste meer van Schotland.
Het meer is aan beide uiteinden afgedamd. De dam op het noordelijke uiteinde van het meer beschermt het dorp Dalwhinnie tegen overstromingen. De dam op het zuidelijke uiteinde maakt deel uit van een waterkrachtcentrale.